# Herczeg Andrea
Herczeg Andrea (1995. december 24. –) román női válogatott labdarúgó, az ETO FC Győr középpályása.

## Pályafutása
Korai gyermekkorában a labdarúgás és az autók bűvöletében élt, 8 éves korában pedig a helyi focicsapattal kezdte meg a sportág feltérképezését. Miután Marosvásárhelyre költöztek, a City’us edzésein képezte tovább magát.

### Klubcsapatokban
Az FCM-mel bajnoki címet és kupagyőzelmet szerzett a 2009-es idényben, így 16 évesen már a 2010–11-es Bajnokok Ligájában is pályára léphetett.
Miután elhagyta Marosvásárhelyt, a CFR Timișoarában és az Oțelul Galațiban játszott néhány hónapot, majd a 2015-2016-os szezont az MTK Hungáriában kezdte. A bajnoki ezüstérem után Svédországban próbált szerencsét és a harmadosztályú Töcksfors IF gárdájánál 10 meccsen 10 találatot jegyzett 2017-ben. Az idény végén a Mallbackens IF-hez került, majd a Kungsbacka DFF-ben – a klub pénzügyi problémák miatti megszűnéséig – fél évet játszott.
Skandináviai kitérője után visszatért Magyarországra és a St. Mihály csapatánál eltöltött éve után a Haladás-Viktória szerelését öltötte magára.

## Sikerei

### Klubcsapatokban
Román bajnok (1):
- FCM Târgu Mureș (1): 2009–10

 Román kupagyőztes (1):
- FCM Târgu Mureș (1): 2009–10

### A válogatottban
Románia
- Török-kupa ezüstérmes (1): 2019[3]

## Statisztikái

### A válogatottban
2023. február 16-ával bezárólag
| Válogatott | Szezon   | Mérk. | Gól |
| ---------- | -------- | ----- | --- |
| Románia    | 2010     | 2     | 0   |
| Románia    | 2011     | 3     | 0   |
| Románia    | 2012     | 1     | 0   |
| Románia    | 2013     | 3     | 0   |
| Románia    | 2016     | 1     | 0   |
| Románia    | 2017     | 3     | 0   |
| Románia    | 2018     | 3     | 0   |
| Románia    | 2019     | 3     | 3   |
| Románia    | 2020     | 4     | 1   |
| Románia    | 2021     | 5     | 0   |
| Románia    | 2022     | 2     | 2   |
| Románia    | 2023     | 2     | 0   |
| Összesen   | Összesen | 33    | 6   |

| Románia színeiben szerzett góljai | Románia színeiben szerzett góljai | Románia színeiben szerzett góljai               | Románia színeiben szerzett góljai | Románia színeiben szerzett góljai | Románia színeiben szerzett góljai | Románia színeiben szerzett góljai | Románia színeiben szerzett góljai |
| --------------------------------- | --------------------------------- | ----------------------------------------------- | --------------------------------- | --------------------------------- | --------------------------------- | --------------------------------- | --------------------------------- |
|                                   |                                   |                                                 |                                   |                                   |                                   |                                   |                                   |
| Gól                               | Dátum                             | Helyszín                                        | Ellenfél                          | Találat                           | Eredmény                          | Esemény                           | Forrás                            |
| 1                                 | 2019. február 27.                 | Gold City, Alanya, Törökország                  | Türkmenisztán                     | 1–0                               | 13–0                              | Török-kupa                        | [ 4 ] [ 5 ]                       |
| 2                                 | 2019. február 27.                 | Gold City, Alanya, Törökország                  | Türkmenisztán                     | 7–0                               |                                   | Török-kupa                        | [ 4 ] [ 5 ]                       |
| 3                                 | 2019. február 27.                 | Gold City, Alanya, Törökország                  | Türkmenisztán                     | 10–0                              |                                   | Török-kupa                        | [ 4 ] [ 5 ]                       |
| 4                                 | 2020. szeptember 22.              | Stadionul Mogoșoaia, Mogoșoaia                  | Horvátország                      | 3–1                               | 4–1                               | 2022-es Eb-selejtező              | [ 6 ]                             |
| 5                                 | 2022. június 28.                  | Centrul Național de Fotbal de la Buftea, Buftea | Jordánia                          | 1–0                               | 3–1                               | Barátságos mérkőzés               | [ 7 ]                             |
| 6                                 | 2022. június 28.                  | Centrul Național de Fotbal de la Buftea, Buftea | Jordánia                          | 2–0                               |                                   | Barátságos mérkőzés               | [ 7 ]                             |

## Magánélete
2017-ben hozta létre a róla elnevezett labdarúgókupát, melyen elit román női csapatok részvételével népszerűsíti a női labdarúgást hazájában.